# Фонтан плодородия
Фонтан плодородия (нем. Fruchtbarkeitsbrunnen), чаще называемый фонтаном быков (нем. Stierbrunnen), расположен в сквере на площади Арнсвальдер-плац (нем. Arnswalder Platz) берлинского района Пренцлауэр-Берг. С 1977 года фонтан внесён в список охраняемых государством сооружений.

## История
После Первой мировой войны в берлинском районе Фридрихсхайн было запланировано переустройство площади Бальтенплац (нем. Baltenplatz), в 1947 году переименованной в площадь Берзарина. Согласно первоначальному плану, заказ на создание фонтана, символизирующего плодородие, получил от правительства Веймарской республики известный немецкий скульптор Гуго Ледерер. Разработанный им проект, кроме огромной чаши с двумя массивными быками, включал в себя ещё четыре символа плодородия — мать с ребёнком, рыбака с уловом рыбы, жницу со связкой колосьев и пастуха с бараном.
Ансамбль создавался из красного порфира. По модели, подготовленной автором в 1931 году, каменотёсы работали в Рохлицких каменоломнях. В 1934 году 300 м³ обработанных блоков прибыли в Берлин, где выяснилось, что многотонную тяжесть фонтана не выдержат чугунные сточные трубы под площадью Бальтенплац. Поэтому обсуждалось новое место на площади Форкенбекплац рядом с центральной скотобойней в Пренцлауэр-Берге. Но там была неподходящая для установки фонтана болотистая почва.
В итоге вместо первоначального плана выбрали Арнсвальдер-плац. Хотя пришедшие к власти нацисты отказались принимать ансамбль, судебное решение принудило их возместить расходы по установке фонтана, который с 1934 года украшает сквер на Арнсвальдер-плац.
После разрушений во время Второй мировой войны власти ГДР отремонтировали фонтан в 1959 году и оснастили его подсветкой для ночного времени.
Вслед за падением стены, когда возникли серьёзные проблемы с финансированием, ансамбль стал постепенно приходить в запустение, привлекая вандалов и любителей граффити. Властям пришлось даже огородить его забором. Только, начиная с 2006 года, фонтан подвергся основательному капитальному ремонту, который длился четыре года и обошёлся в 650 000 евро.

## Характеристика фонтана
Высота постамента, на котором расположен ансамбль, 6,35 м. Высота быков — 5,00 м, диаметр чаши — 8,00 м. К постаменту ведут 14 ступеней.
Гуго Ледерер создал такие впечатляющие фигуры двух быков, что завершённый ансамбль берлинцы вместо «фонтана плодородия» называют «фонтаном быков» (нем. Stierbrunnen). Даже бургомистр округа Панков Маттиас Кёне именует его в официальном выступлении по-берлински:

Оригинальный текст (нем.)Ich freue mich, dass der Stierbrunnen nach über vierjähriger Sanierung wieder sprudelt und er sein historisches Wasserbild zurück erhalten hat
Я рад, что фонтан быков после четырёхлетней реконструкции вновь заработал и вернул свой исторический облик.

Под названием «Stierbrunnen» ансамбль указывается и на немецких картах столицы.
Оба быка расположены спиной к чаше, в центре которой установлено похожее на гриб устройство, откуда бьют струи воды.
|  |  |  |
|  |  |  |

|  |  |  |
|  |  |  |

## Современное состояние
- Фонтан быков (Stierbrunnen) в сквере на Арнсвальдер-плац</span

"
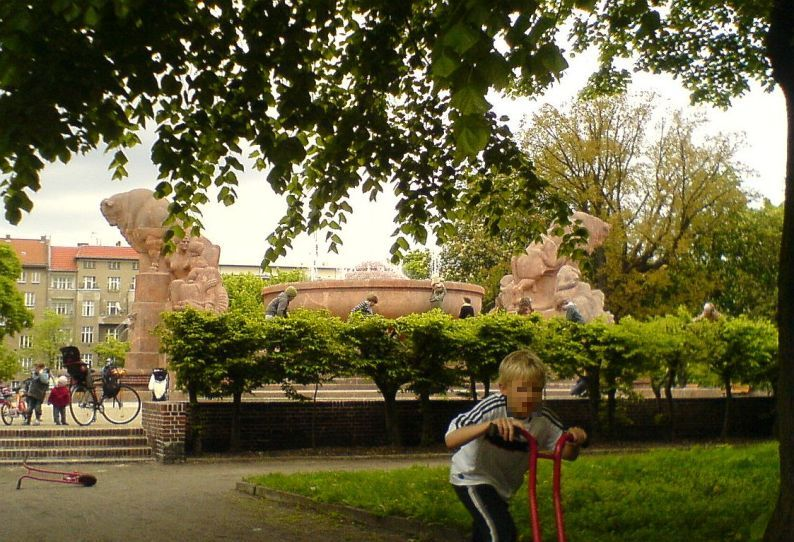
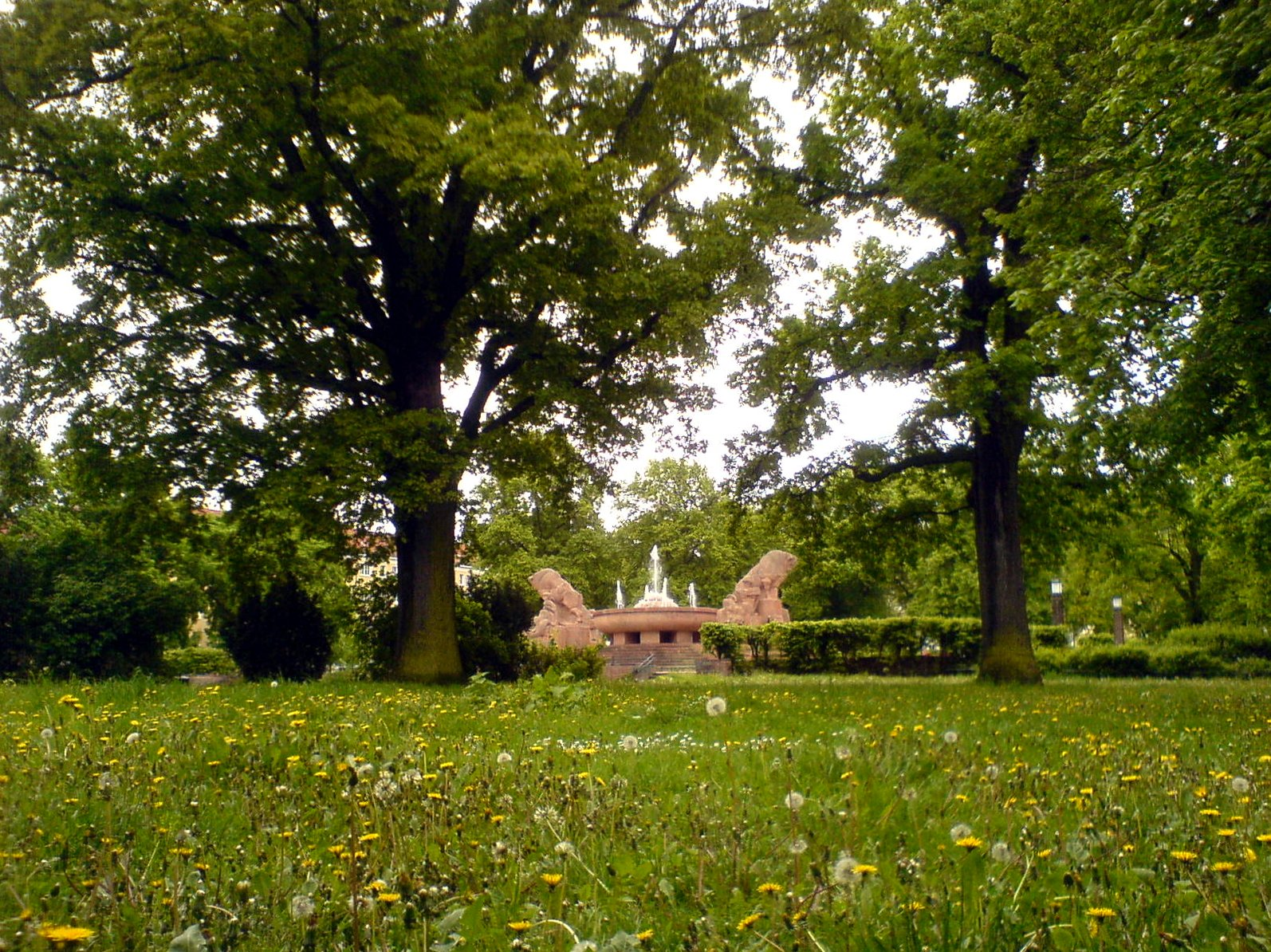

После завершённой в 2010 году реставрации фонтан вновь работает с перерывами на холодное время года. Когда перестали поступать городские финансовые ресурсы для дальнейшего благоустройства территории вокруг фонтана, местные жители взяли инициативу в свои руки. С сентября 2012 года они регулярно проводят субботники, обустраивают цветники, организуют общие праздники под девизом «STIERisch gut» (по-бычьи хорошо), обыгрывая распространённое немецкое выражение «tierisch gut» (зверски хорошо).